# Cinnamomum mollissimum
Cinnamomum mollissimum är en lagerväxtart som beskrevs av Joseph Dalton Hooker. Cinnamomum mollissimum ingår i släktet Cinnamomum och familjen lagerväxter. Inga underarter finns listade i Catalogue of Life.